# Rainer Rochlitz
Pour les articles homonymes, voir Rochlitz.
Rainer Rochlitz, né le 16 septembre 1946 à Hanovre, mort le 12 décembre 2002 à Paris, est un philosophe, historien d'art et traducteur français.
Spécialiste d'esthétique, il a beaucoup contribué à faire connaître les écrits du jeune Georg Lukács, de Walter Benjamin et de Jürgen Habermas dont il fut l'un des traducteurs en France. Il a contribué à de nombreux débats sur l'esthétique contemporaine et l'art, aux côtés notamment de Christian Bouchindhomme, de Marc Jimenez ou d'Olivier Revault d'Allonnes.
Il était directeur de recherches au CNRS, directeur de séminaires à l'École des hautes études en sciences sociales et à l'Université européenne de philosophie.

## Publications

### Œuvres
- Le Jeune Lukács : 1911-1916 : théorie de la forme et philosophie de l'histoire, Paris, Payot, 1983, 380 p. (ISBN 2-228-13170-9)
- Le désenchantement de l'art : la philosophie de Walter Benjamin, Paris, Gallimard, 1992, 348 p. (ISBN 2-07-072777-7)
- Subversion et subvention : art contemporain et argument  esthétique, Paris, Gallimard, 1994, 238 p. (ISBN 2-07-073791-8)
- Logique esthétique, Villeurbanne, Nouveau musée-Institut d'art contemporain, coll. « Les cahiers. Philosophie de l'art. », 1996, 21 p. (ISBN 2-905985-21-6) Texte de la conférence prononcée le 12 janvier 1995 au Nouveau musée-Institut d'art contemporain, Villeurbanne.
- L'art au banc d'essai : esthétique et critique, Paris, Gallimard, coll. « NRF essais », 1998, 473 p. (ISBN 2-07-074340-3)
- Habermas : L'Usage public de la raison, Presses Universitaires de France, 2002, 239 p. (ISBN 978-2-13-052230-0)
- Feu la critique. Essais sur l'art et la littérature, Bruxelles, La lettre volée, 2002, 156 p. (ISBN 2-87317-171-5)

### Direction d'ouvrage
- Collectif, L'Art sans compas, Paris, Éditions du Cerf, coll. « Procope », 1992, 240 p. (ISBN 2-204-04650-7)
- Rainer Rochlitz et Jacques Serrano, L'Esthétique des philosophes : les Rencontres, Place Publique, 1995
- W. Benjamin (dir.), Critique philosophique de l'art, 2005 (ISBN 978-2-13-053641-3)

### Traductions (ou collaboration à la traduction)
Theodor W. Adorno
- Theodor W. Adorno (trad. Geneviève Rochlitz et Rainer Rochlitz), Prismes : Critique de la culture et société

Karl-Otto Apel
- Karl-Otto Apel (trad. C. Bouchindhomme, Marianne Charrière et R. Rochlitz), Discussion et responsabilité, I : L'éthique après Kant, Paris, Éditions du Cerf, 1996
- Karl-Otto Apel (trad. C. Bouchindhomme et R. Rochlitz), Discussion et responsabilité, II : Contribution à une éthique de la responsabilité, Paris, Éditions du Cerf, 1998

Walter Benjamin
- W. Benjamin (trad. Maurice de Gandillac, Rainer Rochlitz et Pierre Rusch), Œuvres, Paris, Gallimard, 2000 - 3 volumes

Jürgen Habermas
- J. Habermas et J. Rawls (trad. C. Audard, R. Rochlitz), Débat sur la justice politique, Paris, Éditions du Cerf, 2005, 187 p. (ISBN 978-2-204-08030-9)
- Jürgen Habermas, Parcours 1 (1971-1989). Sociologie et théorie du langage - Pensée postmétaphysique, trad. de l'allemand par Christian Bouchindhomme et Rainer Rochlitz, édition de Christian Bouchindhomme, revu et actualisé par Frédéric Joly, Paris, Gallimard, coll. « NRF Essais », 2018, 576 p.  (ISBN 9782072768958)

Georg Lukács
- G. Lukács (trad. Rainer Rochlitz et Alain Pernet, préf. Rainer Rochlitz), Philosophie de l'art : 1912-1914, premiers écrits sur l'esthétique, Paris, Klincksieck, coll. « L'esprit et les formes », 1981